# Jeffrey Wright
Jeffrey Wright (sinh ngày 7 tháng 12 năm 1965) là một diễn viên người Mỹ. Ông nổi tiếng với vai diễn đạt giải Tony, Quả cầu vàng và đoạt giải Emmy với vai Belize trong vở kịch Angels in America ở sân khấu Broadway và bộ phim chuyển thể nhỏ của HBO.
Ông đã đóng vai Jean-Michel Basquiat trong Basquiat; Felix Leiter trong các phim James Bond Casino Royale, Quantum of Solace và No Time to Die; Valentin Narcisse trong loạt phim HBO Boardwalk Empire; Beetee Latier trong phim The Hunger Games; Isaac Dixon trong trò chơi điện tử The Last Of Us Part II; và Uatu the Watcher trong loạt phim truyền hình hoạt họa của Vũ trụ Điện ảnh Marvel (MCU) What If...?. Từ năm 2016, ông đóng vai chính Bernard Lowe trong loạt phim Westworld của HBO. Ông đóng vai James Gordon trong bộ phim siêu anh hùng The Batman (2022) của Matt Reeves.

## Đời tư
Wright kết hôn với diễn viên Carmen Ejogo vào tháng 8 năm 2000. Hai người sinh được một con trai và một con gái tên Elijah và Juno; cả gia đình khi đó sống ở Brooklyn, New York. Năm 2014, cặp đôi đã ly hôn.

## Danh sách phim

### Điện ảnh
| Năm  | Tên                                    | Vai                        | Ghi chú                            |
| ---- | -------------------------------------- | -------------------------- | ---------------------------------- |
| 1990 | Presumed Innocent                      |                            |                                    |
| 1992 | Jumpin' at the Boneyard                | Derek                      |                                    |
| 1996 | Faithful                               |                            |                                    |
| 1996 | Basquiat                               | Jean-Michel Basquiat       |                                    |
| 1997 | Critical Care                          | Bed Two                    |                                    |
| 1998 | Too Tired to Die                       | Balzac Man                 |                                    |
| 1998 | Celebrity                              | Greg                       |                                    |
| 1998 | Meschugge                              | Win                        |                                    |
| 1998 | Blossoms and Veils                     | Ben                        |                                    |
| 1999 | Cement                                 | Ninny                      |                                    |
| 1999 | Ride with the Devil                    | Daniel Holt                |                                    |
| 2000 | Hamlet                                 | Gravedigger                |                                    |
| 2000 | Crime and Punishment in Suburbia       | Chris                      |                                    |
| 2000 | Shaft                                  | Peoples Hernandez          |                                    |
| 2001 | Ali                                    | Howard Bingham             |                                    |
| 2002 | D-Tox                                  | Jaworski                   |                                    |
| 2004 | Sin's Kitchen                          | Rex                        |                                    |
| 2004 | The Manchurian Candidate               | Al Melvin                  |                                    |
| 2005 | Broken Flowers                         | Winston                    |                                    |
| 2005 | Syriana                                | Bennett Holiday            |                                    |
| 2006 | Lady in the Water                      | Dury                       |                                    |
| 2006 | Casino Royale                          | Felix Leiter               |                                    |
| 2007 | The Invasion                           | Stephen Galeano            |                                    |
| 2007 | Blackout                               | Nelson                     | Đồng sản xuất                      |
| 2008 | W.                                     | Colin Powell               |                                    |
| 2008 | Quantum of Solace                      | Felix Leiter               |                                    |
| 2008 | Cadillac Records                       | Muddy Waters               |                                    |
| 2009 | One Blood                              | Dan Clark                  | Đồng sản xuất                      |
| 2011 | Source Code                            | Dr. Rutledge               |                                    |
| 2011 | The Ides of March                      | Senator Thompson           |                                    |
| 2011 | Extremely Loud & Incredibly Close      | William Black              |                                    |
| 2013 | Broken City                            | Carl Fairbanks             |                                    |
| 2013 | A Single Shot                          | Simon                      |                                    |
| 2013 | The Hunger Games: Catching Fire        | Beetee                     |                                    |
| 2013 | The Inevitable Defeat of Mister & Pete | Henry                      |                                    |
| 2014 | Ernest & Celestine                     | Grizzly Judge (lồng tiếng) |                                    |
| 2014 | Only Lovers Left Alive                 | Dr. Watson                 |                                    |
| 2014 | The Hunger Games: Mockingjay – Part 1  | Beetee                     |                                    |
| 2015 | The Hunger Games: Mockingjay – Part 2  | Beetee                     |                                    |
| 2015 | The Good Dinosaur                      | Poppa Henry (lồng tiếng)   |                                    |
| 2018 | Monster                                | Mr. Harmon                 |                                    |
| 2018 | The Public                             | Mr. Anderson               |                                    |
| 2018 | Game Night                             | Ron Henderson              | Tham gia nhưng không được ghi danh |
| 2018 | Age Out                                | Thám tử Portnoy            |                                    |
| 2018 | O.G.                                   | Louis                      |                                    |
| 2018 | Hold the Dark                          | Russell Core               |                                    |
| 2019 | The Laundromat                         | Malchus Irvin Boncamper    |                                    |
| 2019 | The Goldfinch                          | James "Hobie" Hobart       |                                    |
| 2020 | All Day and a Night                    | J.D.                       |                                    |
| 2021 | The French Dispatch                    | Roebuck Wright             |                                    |
| 2021 | No Time to Die                         | Felix Leiter               |                                    |
| 2022 | The Batman                             | James Gordon               |                                    |

### Truyền hình
| Năm       | Tên                                | Vai                                                                  | Ghi chú                             |
| --------- | ---------------------------------- | -------------------------------------------------------------------- | ----------------------------------- |
| 1991      | Separate but Equal                 | William Coleman                                                      |                                     |
| 1993      | The Young Indiana Jones Chronicles | Sidney Bechet                                                        | 2 tập                               |
| 1994      | New York Undercover                | Andre Foreman                                                        | Tập: "Garbage"                      |
| 1997      | Homicide: Life on the Street       | Hal Wilson                                                           | 3 tập                               |
| 2001      | Boycott                            | Martin Luther King Jr.                                               |                                     |
| 2003      | Angels in America                  | Norman "Belize" Arriaga / Mr. Lies / Homeless Man / The Angel Europa | 6 tập                               |
| 2005      | Lackawanna Blues                   | Mr. Paul                                                             |                                     |
| 2007      | American Experience                | Thuyết minh                                                          | Tập: "New Orleans"                  |
| 2012      | House                              | Dr. Walter Cofield                                                   | Tập: "Nobody's Fault"               |
| 2013–2014 | Boardwalk Empire                   | Valentin Narcisse                                                    | 11 tập                              |
| 2016      | The Venture Brothers               | Think Tank (lồng tiếng)                                              | Tập: "Tanks for Nuthin"             |
| 2016      | Confirmation                       | Charles Ogletree                                                     |                                     |
| 2016      | BoJack Horseman                    |                                                                      | 3 tập                               |
| 2016–2022 | Westworld                          | Bernard Lowe / Arnold Weber                                          | Vai chính                           |
| 2017      | She's Gotta Have It                |                                                                      | Tập: "#NolasChoice (3 DA HARD WAY)" |
| 2019      | Sesame Street                      | Bernard Lowe                                                         | Phân đoạn: "Respect World"          |
| 2019      | Green Eggs and Ham                 | McWinkle (lồng tiếng)                                                | 13 tập                              |
| 2019      | Rick and Morty                     | Tony (lồng tiếng)                                                    | Tập: "The Old Man and the Seat"     |
| 2020      | Finding Your Roots                 | (Chính mình)                                                         | Tập: "This Land is My Land"         |
| 2020      | The Daily Show with Trevor Noah    | Thuyết minh                                                          |                                     |
| 2021–nay  | What If...?                        | Uatu / The Watcher (lồng tiếng)                                      | Nhân vật chính                      |
| 2022      | Ark: The Animated Series           | Henry Townsend (lồng tiếng)                                          | [ 9 ]                               |